# Kingsford Heights (Indiana)
Kingsford Heights es un pueblo ubicado en el condado de LaPorte en el estado estadounidense de Indiana. En el Censo de 2010 tenía una población de 1435 habitantes y una densidad poblacional de 588,17 personas por km².

## Geografía
Kingsford Heights se encuentra ubicado en las coordenadas 41°28′43″N 86°41′34″O / 41.47861, -86.69278. Según la Oficina del Censo de los Estados Unidos, Kingsford Heights tiene una superficie total de 2.44 km², de la cual 2.44 km² corresponden a tierra firme y (0%) 0 km² es agua.

## Demografía
Según el censo de 2010, había 1435 personas residiendo en Kingsford Heights. La densidad de población era de 588,17 hab./km². De los 1435 habitantes, Kingsford Heights estaba compuesto por el 86.27% blancos, el 8.08% eran afroamericanos, el 0.56% eran amerindios, el 0.28% eran asiáticos, el 0% eran isleños del Pacífico, el 1.11% eran de otras razas y el 3.69% pertenecían a dos o más razas. Del total de la población el 5.02% eran hispanos o latinos de cualquier raza.